# Dalbergia afzeliana
Dalbergia afzeliana är en ärtväxtart som beskrevs av George Don jr. Dalbergia afzeliana ingår i släktet Dalbergia, och familjen ärtväxter. Inga underarter finns listade i Catalogue of Life.